# Hermine May
Hermine May (* 17. November 1973 in Timișoara) ist eine rumänische Opern- und Konzertsängerin (Mezzosopran).

## Leben
May studierte an der Stuttgarter Musikhochschule und wurde anschließend von Götz Friedrich an die Deutsche Oper Berlin engagiert, der sie drei Jahre lang bis zum Ende der Spielzeit 1995/96 als festes Ensemblemitglied angehörte. Seither hat sie unter zahlreichen Dirigenten wie etwa Zubin Mehta, Marek Janowski, Sylvain Cambreling, Rafael Frühbeck de Burgos, Gustav Kuhn, Pinchas Steinberg oder Marcello Viotti an bedeutenden Bühnen und bei Festivals gesungen.
Hermine May hat sich mit Partien wie Kundry, Ortrud, Venus und Brangäne im Wagnerfach etabliert und ist in diesen Rollen auch international in Städten wie Rom, Florenz, Turin und Verona sowie beim Richard Wagner Festival Wels in Oberösterreich aufgetreten.
Außerdem ist May als Konzertsängerin bekannt geworden, etwa mit dem Lied von der Erde von Gustav Mahler, Verdis Requiem, Beethovens Neunter oder Liedern von Zemlinsky (beides unter Zubin Mehta), der Alt-Rhapsodie von Brahms oder Wagners Wesendonck-Liedern.

## Repertoire
- Carmen, Carmen (G. Bizet)
- Elisabeth I., Königin von England, Maria Stuarda (G. Donizetti)
- Leonor de Guzman, Die Favoritin (G. Donizetti)
- Santuzza, Cavalleria rusticana (P. Mascagni)
- Charlotte, Werther (J. Massenet)
- Stimme von Antonias Mutter, Hoffmanns Erzählungen (J. Offenbach)
- Dalila, Samson et Dalila (C. Saint-Saëns)
- Jeanne, Die Jungfrau von Orléans (P.I. Tschaikowsky)
- Prinzessin Eboli, Don Carlos (G. Verdi)
- Fenena, Nabucco (G. Verdi)
- Amneris, Aida (G. Verdi)
- Azucena, Il trovatore (G. Verdi)
- Preziosilla, La forza del destino (G. Verdi)
- Waltraute, Götterdämmerung (R. Wagner)
- Brangäne, Tristan und Isolde (R. Wagner)
- Venus, Tannhäuser (R. Wagner)
- Kundry Parsifal (R. Wagner)
- Ortrud, Lohengrin (R. Wagner)
- Magdalene, Die Meistersinger von Nürnberg (R. Wagner)

## Diskografie
- G. Bizet „Carmen“ DVD by Companions Amsterdam mit B. Nikolov, J. v. Duisburg, A. M. Papoulia
- G. Verdi „Aida“ DVD by Companions Amsterdam mit Salazar, Olsen, v. Duisburg
- Carl Loewe „Die drei Wünsche“ CD by Capriccio mit Falk, Hawlata, Prey, Klepper
- C. M.von Weber „Oberon“ CD by BMG Classics/RCA Victor mit M. Janowski, Kasarova, van der Walt, I. Nielsen, P. Seiffert
- V. Bellini „Il Pirata“ CD by Berlin Classics mit M. Viotti, L.Aliberti, Frontali, Neill, Reyes